# Toni Lima
Antoni Lima Solá (Gavà, 22 settembre 1970) è un ex calciatore andorrano, di ruolo difensore.

## Biografia
Ha un fratello minore, Ildefons - primatista di presenze (134) e di reti (11) con la selezione andorrana
- con cui ha avuto modo di giocare insieme in nazionale per 12 anni.

## Carriera

### Nazionale
Esordisce in nazionale - insieme al fratello Ildefons - il 22 giugno 1997 contro l'Estonia in amichevole.

## Curiosità
Più che per le sue doti tecniche, Toni Lima è principalmente ricordato per un episodio avvenuto il 7 settembre 2005, ad Eindhoven, durante una partita di calcio tra le nazionali di Paesi Bassi ed Andorra, valida per le qualificazioni al Mondiale 2006: al 37º minuto di gioco, infatti, con il risultato sul 2-0 in favore della Nazionale olandese, Ruud van Nistelrooy, attaccante degli Oranje, sbagliò un calcio di rigore, calciando il pallone sul palo. Lima, che in precedenza aveva "segnato" un autogol, lo sbeffeggiò ridendo di lui per l'errore dal dischetto. Dopo sei minuti, però, van Nistelrooy realizzò la rete del momentaneo 3-0 ed esultò di fronte a Lima in segno di sfida, venendo anche ammonito dall'arbitro. van Nistelrooy segnò poi un altro gol, all'89º minuto, e la partita terminò con il risultato di 4-0 per i Paesi Bassi.